# Bundesautobahn 104
Die ehemalige deutsche Bundesautobahn 104 (Abkürzung: BAB 104) – Kurzform: Autobahn 104 (Abkürzung: A 104) – verband den Berliner Stadtring (A 100) vom ehemaligen Kreuz Wilmersdorf mit dem Berliner Ortsteil Steglitz. Eine ursprünglich geplante Verlängerung im Zuge der Schildhornstraße bis zur A 103 wird nicht mehr verfolgt. Seit 2006 ist die A 104 ein Ast der A 100 und zwischen den Anschlussstellen Mecklenburgische Straße und Schildhornstraße für den Lkw-Verkehr mit gefährlichen Gütern gesperrt.

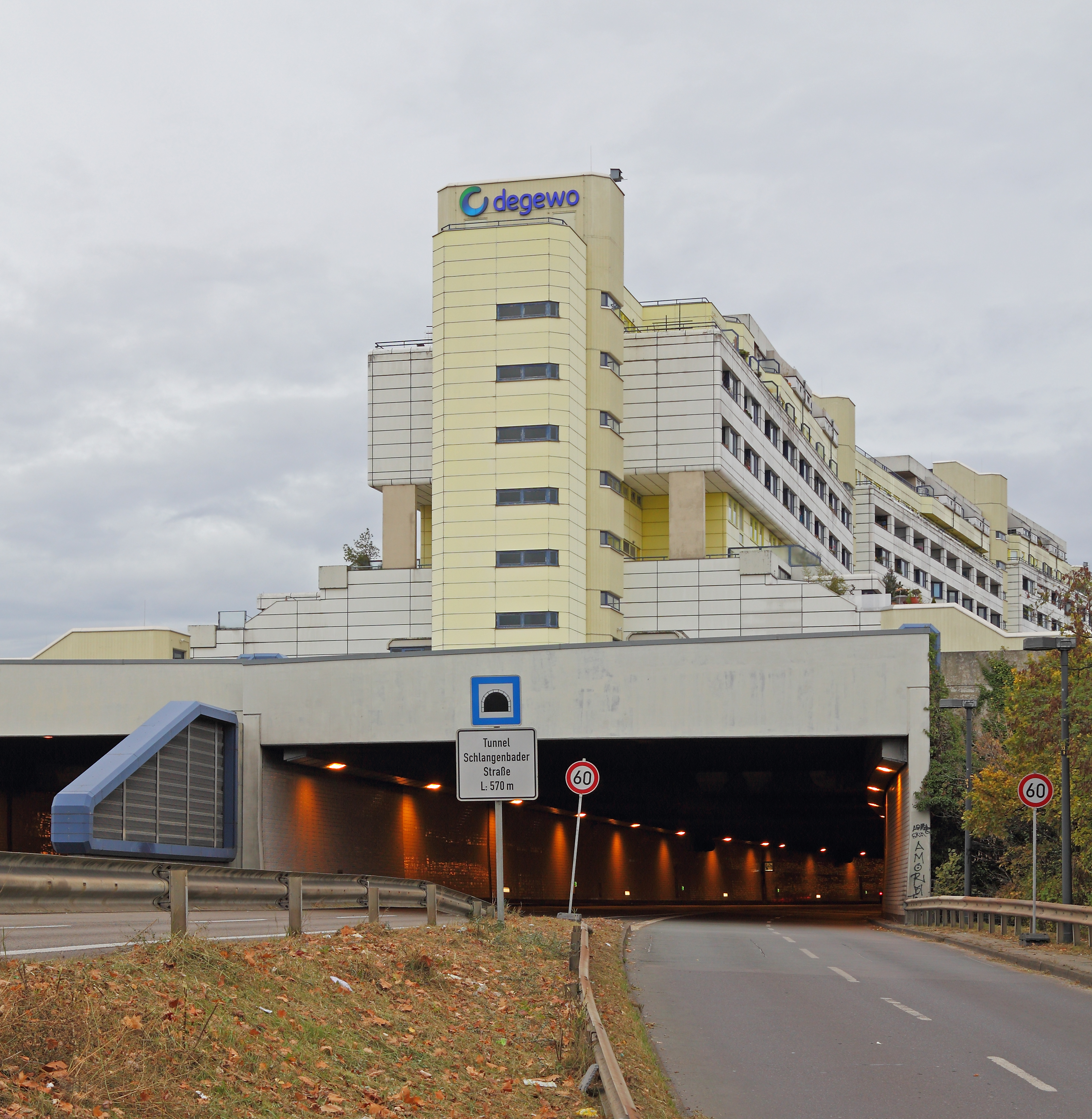
Südliche Autobahneinfahrt in den Tunnel der Autobahnüberbauung Schlangenbader Straße

Zwischen den Anschlussstellen Mecklenburgische Straße und Breitenbachplatz führt die Autobahn durch ein denkmalgeschütztes Gebäude, das in der West-Berliner Zeit zwischen 1976 und 1981 mit dem extremen Baulandmangel um die Autobahn herum gebaut wurde. Die Autobahnüberbauung Schlangenbader Straße wird im Volksmund kurz „Schlange“ genannt. Die Tunnelstrecke ist rund 600 Meter lang und kostete die stadteigene Wohnungsbaugesellschaft Degewo über 200 Millionen Euro. Die „Schlange“ umschließt die Autobahn auf der gesamten Breite, dabei durchläuft die Trasse die Anlage in der zweiten und dritten Etage. Es steht für jede Fahrtrichtung eine eigenständige dreistreifige Röhre zur Verfügung, die jeweils vollständig von den Wohneinheiten getrennt und auf Gummilagern elastisch abgestützt ist. Unterhalb der Trassen befinden sich die Parkdecks der Wohnanlage.
Die ehemalige A 104 wurde zum 1. Januar 2006 zu einem Ast der A 100 herabgestuft und hat deshalb keine eigene Nummer mehr, die sie als eigenständige Bundesautobahn ausweist. Die Autostraße wird heute als Teilstück (Abzweig Steglitz) der A 100 nach dem Bundesfernstraßengesetz geführt. Im Bereich der letzten ca. 1384 Meter langen Teilstrecke zwischen den Anschlussstellen Mecklenburgische Straße und Schildhornstraße (Kilometrierung 1,210 bis 2,594) einschließlich der Überbauung Schlangenbader Straße (ÜBS) wurde die ehemalige A 104 gemäß § 2 Abs. 4 und 6 des Bundesfernstraßengesetzes mit Wirkung ab 25. März 2006 zur Straße 1. Ordnung mit Autobahncharakter nach dem Berliner Straßengesetz abgestuft und liegt daher in der Baulast des Landes Berlin.
Von der A 100 aus sind lediglich die Richtungen Mecklenburgische Straße und Schmargendorf ausgeschildert. Ein Hinweis auf Steglitz fehlt. Dies ist Absicht, um so wenig Verkehr wie möglich auf die Schildhornstraße zu leiten, die eine der am stärksten mit Feinstaub belasteten Straßen Berlins ist. Folgt man nach Verlassen der A 104 dem Straßenverlauf der Schildhornstraße nach Südosten, dann kreuzt man die Schloßstraße direkt am Bierpinsel und erreicht die A 103 an der Abfahrt Filandastraße. Diese Abfahrt ist auch erreichbar, wenn die A 100 bis in Richtung Südost zum Kreuz Schöneberg befahren wird und dort auf die A 103 in Richtung Steglitz gewechselt wird. Diese schnelle Route wird – trotz des Umweges – häufig vom Lkw-Verkehr benutzt, der wegen der Sperrung für Lkw mit gefährlichen Gütern die ehemalige A 104 nicht befahren darf.
Im April 2023 wurde der Tunnel Schlangenbader Straße aufgrund erheblicher Sicherheitsmängel auf unbestimmte Zeit für den Verkehr gesperrt.
Am 13. Dezember 2023 teilte die Senatsverwaltung für Mobilität, Verkehr, Klimaschutz und Umwelt mit, dass man die Sanierung und die Wiedereröffnung des Tunnels plane. Der Senat notiert die baupreisindexbedingt veranschlagten Baukosten auf rund 32,3 Millionen Euro. Die Eröffnung ist für 2029 geplant.